# 프로토타입

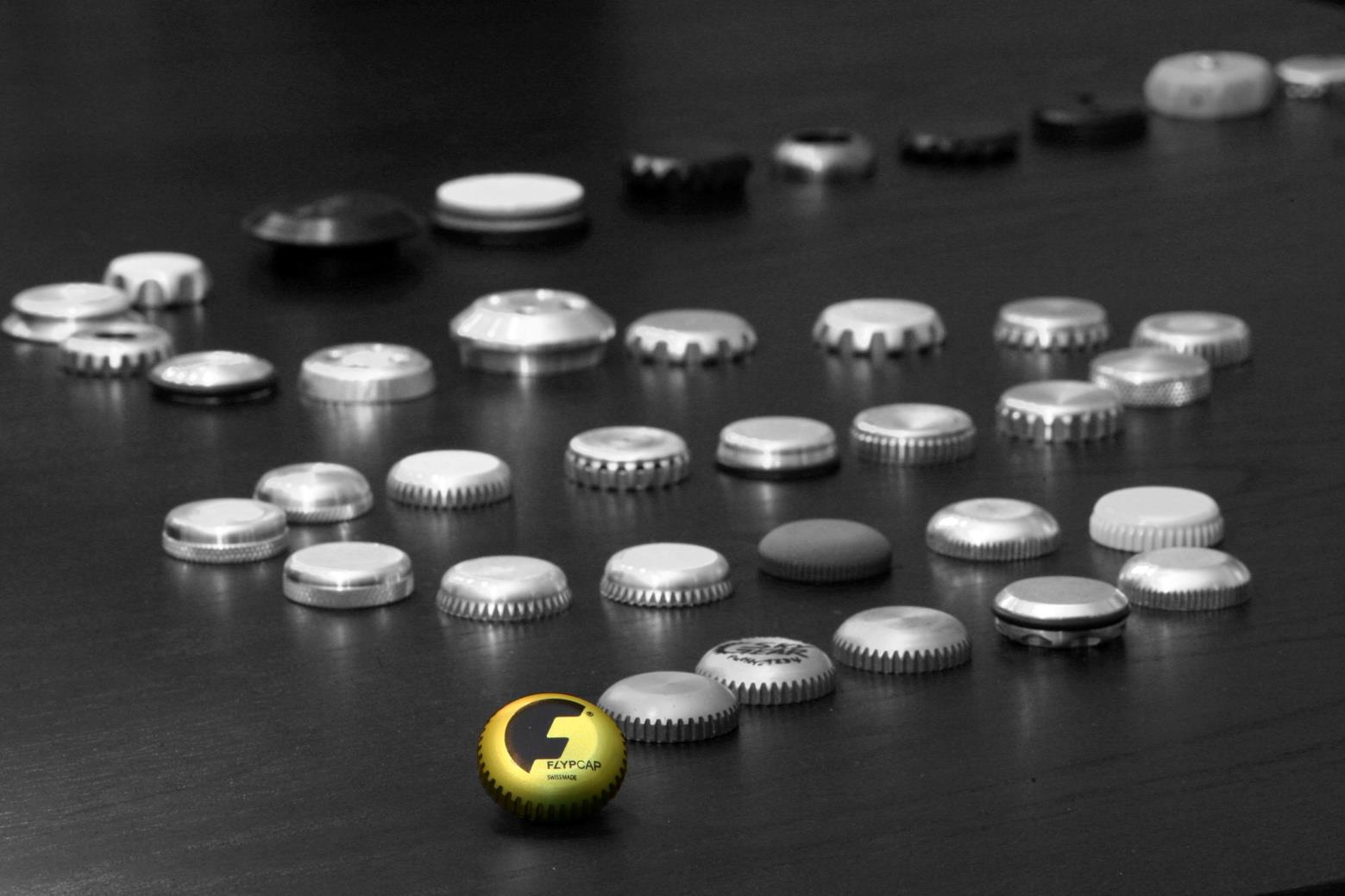
일련의 프로토타입을 통하여 최종 디자인이 만들어진다.

프로토타입(prototype)은 원래의 형태 또는 전형적인 예, 기초 또는 표준이다. 개념(concept) 또는 프로세스(process)의 테스트 용도로 제작된다. 시제품이 나오기 전의 제품 디자인의 원형으로 개발 검증과 양산 검증을 거쳐야 시제품이 될 수 있다. 프로토타입은 '정보시스템의 미완성 버전 또는 중요한 기능들이 포함되어 있는 시스템의 초기모델'이다. 이 프로토타입은 사용자의 모든 요구사항이 정확하게 반영할 때까지 계속해서 개선/보완 된다. 실제로 많은 애플리케이션들이 지속적인 프로토타입의 확장과 보강을 통해 최종 설계가 승인된다.
프로토타입이라는 낱말은 원초적 형태라는 뜻의 그리스어 낱말 πρωτότυπον (프로토타이폰)에서 왔다. 이는 원초적이라는 뜻의 πρωτότυπος (프로토타이포스)의 중간음에서 온 것으로, 더 들어가서 "최초의"라는 뜻의 πρῶτος(프로토스)와 "인상"이라는 뜻의 τύπος(타이포스)에서 비롯된 것이다.

## 프로토타이핑
프로토타이핑은 개발접근법의 하나로서 개발초기에 시스템의 모형(원형, prototype)을 간단히 만들어 사용자에게 보여 주고, 사용자가 정보시스템을 직접 사용해 보게 함으로써 기능의 추가, 변경 및 삭제 등을 요구하면 이를 즉각 반영하여 정보시스템 설계를 다시 하고 프로토타입을 재구축하는 과정을 사용자가 만족할 때까지 반복해 나가면서 시스템을 개선시켜 나가는 방식이다.
프로토타이핑은 시스템의 초기모델을 세우고 다듬고, 다시 세우고 다듬고 하는 반복적인 과정을 통해서 이루어진다. 그러나 프로토타이핑은 무계획적인 반복과정을 지양하고 계획된 반복과정을 통해서 한 과정이 끝날 때마다 사용자의 요구를 좀 더 정확하게 반영한 버전이 나오게 된다.
프로토타입은 실제 현장에서 쓰이는 시스템이 갖추어야 할 모든 기능을 갖고 있지는 않다. 보고서/입력처리 등은 대부분 미완성된 상태이며. 프로세스 처리 과정도 효율적이지 못하지만 프로토타입의 가장 큰 장점은 최종 사용자가 초기 모델을 사용하면서 평가할 수 있도록 도와준다는 데 있다. 사용자는 프로토타입을 실행시키면서 장단점과 필요없는 부분 또는 반드시 첨가되어야 할 부분들을 파악할 수 있다.

## 프로토타이핑의 단계
프로토타이핑의 과정은 4단계로 구분된다.
- 1단계

기본적인 사용자 요구사항을 분석한다. 시스템 설계자는 기본적인 요구사항이 도출되기까지 사용자와 함께 작업한다.
- 2단계

시스템 설계자가 위에 단계에서 도출된 요구사항을 만족시키는 프로토타입을 4세대언어(4GL : Fourth-Generation Language)로 알려진 프로그래밍 언어 또는 CASE 도구를 이용하여 개발한다. 이때 프로토타입은 앞으로 개발될 시스템의 가장 핵심적인 기능 위주로 개발된다.
- 3단계

사용자가 개발된 프로토타입을 실제 사용함으로써 요구사항이 이행되고 있는지를 확인하며 프로토타입의 보완을 위한 여러 가지 제안을 하게 된다.
- 4단계

프로토타입의 수정과 보완이 이루어진다. 시스템 설계자는 사용자가 요구한 모든 제안사항과 이에 따르는 보완 작업을 하게 된다. 프로토타입이 수정된 후에는 3단계로 돌아간다. 사용자가 만족할 때까지 3단계와 4단계는 계속 반복된다.

## 프로토타이핑의 장단점

### 장점
- 프로토타이핑은 사용자 중심의 개발 방법이다. 프로토타이핑의 중요한 목적 중의 하나가 바로 최종 사용자의 요구를 극대화하는 것이다.
- 개발시간을 줄일 수 있다. 전통적인 방법으로는 운영 가능한 시스템이 나오기까지 오랜 시간이 걸리지만 프로토타이핑은 비교적 빠른 기간 안에 사용자가 평가할 수 있을 만한 결과를 만들어낸다.
- 오류를 초기에 발견할 수 있다. 전통적인 방법으로는 시스템이 완성된 후에야 오류를 발견할 수 있다. 따라서 시스템 개발기간이 3년이라면 오류를 발견하기까지 적어도 3년의 시간이 소요될 수 있다. 그러나 프로토타이핑은 개발 초기단계에서 오류를 판별 할 수 있도록 해준다.
- 변경이 용이하다. 사용자나 관리자는 현재까지의 개발 진행된 프로토타입을 직접 운영함으로써 여러 가지 제안과 변경할 점을 파악할 수 있고, 이러한 사항들은 진행되고 있는 개발과정에 반영하게 된다.

### 단점
- 시스템의 유지보수에 필수적인 시스템의 문서화 과정이 지나치게 축소되거나 생략될 수 있다. 단기적으로 볼 때는 이런 문서들이 별로 도움이 되지 않을 수 있다. 그러나 시간이 흐름에 따라 시스템의 수정과 보수가 필요하게 될 때, 시스템에 관련된 문서가 없다면 유지보수에 불필요한 노력이 따른다.
- 최종적으로 시간과 비용이 훨씬 많이 들 수 있다. 프로토타이핑은 언제든지 변경이 용이하지만 이러한 시스템의 변경이 계속 될수록 시간과 비용은 많이 들게 된다.
- 프로토타이핑으로 완성된 시스템은 컴퓨터 자원의 활용 측면에서 볼 때 효율적이지 못하다. 이 개발 방법은 자원의 효율성보다는 사용자 요구에 의해 개발되기 때문에 저장장치, 파일시스템, 중앙처리장치 등 하드웨어나 주변기기의 효율성이 무시되기 쉽다. 그러나 최근 컴퓨터 관련 기기들의 성능은 좋아지는 반면 가격은 하락하면서 이 문제의 비중은 크게 감소되고 있다.

## 같이 보기
- 3차원 인쇄
- 최소 기능 제품